# 皇翼航空
皇翼航空是一間位於約旦的航空公司，成立及營運於1996年，以經營非定期航班為主。

## 歷史
皇翼航空在1996年1月1日成立，2月10日開始營運，4月7日開始營運特拉維夫航線，6月與一家公務包機航空公司的阿拉伯之翼航空合併。皇翼航空在1999年10月開始直升機服務，目前皇翼航空是由皇家約旦航空控制。

## 服務
皇翼航空有前往特拉維夫、海法、亞喀巴和沙姆沙伊赫的非定期航班服務，但是以皇家約旦航空的名義去營運的。而其它非定期航班航線有拉那卡、安塔利亞、羅得島和紅海。

## 機隊
- 1架A320

## 外部連結
- 皇翼航空網站